# Verena Stolcke
Verena Stolcke   (Dessau, 1938) és una antropòloga alemanya resident a Barcelona, catedràtica emèrita en el Departament d'Antropologia Social i Cultural de la Universitat Autònoma de Barcelona. Defensora de l'antropologia històrica, les seves recerques són pioneres en els estudis de raça i gènere. En els seus treballs ha investigat com diferents criteris de classificació social com ara la classe social, les doctrines racials i els sistemes de gènere s'articulen en la configuració de les desigualtats de gènere. Entre els temes centrals destaquen el nacionalisme, el racisme, la ciutadania i la biotecnologia. En l'actualitat és investigadora principal en el grup AHCISP (Antropologia i Història de la Construcció de les Identitats Socials i Polítiques) de la Universitat Autònoma de Barcelona.

## Biografia
Va néixer a Alemanya i la seva família va emigrar a l'Argentina el 1948. Allí va viure la seva infància i joventut al costat del seu germà bessó, creixent en una colònia alemanya en la qual no es parlava sobre la Segona Guerra Mundial ni l'extermini dels jueus. Verena va començar a interessar-se pel racisme i els nacionalismes. També vivia el valor de la virginitat en la societat argentina dels anys cinquanta, la qual cosa va contribuir a enriquir el seu treball antropològic posterior.
Deu anys després se'n va anar a estudiar a Múnic, Alemanya, ciutat on després de formar-se com a secretària multilingüe, va treballar-hi diversos anys. El 1962 la Fundació Thyssen la va contractar com a assistent de recerca d'un grup d'economistes i sociòlegs que estava localitzat a la Universitat Stanford, EE.UU. Allí va començar a estudiar antropologia, en cursos nocturns. Posteriorment va continuar els seus estudis d'antropologia social en el Institute of Social Anthropology a la Universitat d'Oxford, on preparava el doctorat el seu actual ex-marit, l'economista català Joan Martínez Alier. Va acabar els seus estudis el 1966. Es va doctorar sota la direcció de Peter Rivière el 1970 en el mateix departament amb una tesi d'antropologia històrica sobre sexualitat i racisme en la Cuba colonial.
| «                                     | Em vaig trobar amb una documentació extraordinària sobre el control per part de govern colonial sobre els matrimonis, especialment entre blancs i gent de 'color', sobre l'oposició paterna a matrimonis que consideraven desiguals. En aquesta documentació queda patent l'enorme importància social i simbòlica que adquireixen els cossos sexuats i especialment el control de la sexualitat de les dones en una societat estructurada per criteris racistes. A la Cuba colonial la preeminència social de les elits blanques depenia de la puresa racial i aquesta, al seu torn, depenia de l'honra sexual de les dones, mentre que les dones de 'color' eren vistes com preses fàcils dels homes blancs. | » |
| — Un diálogo con Verena Solcke (2011) | |   |

Mentre realitzava el seu doctorat van néixer les seves filles Núria i Isabel el 1966 i 1969. Les seves experiències personals van coincidir amb el començament del debat feminista a Anglaterra i així es “va fer feminista a la cuina”, criticant la concepció social de la maternitat com a destinació exclusiva per a les dones, així com la mala divisió del treball domèstic.
El 1967, acompanyant al seu marit, que havia aconseguit un intercanvi a la Universitat de Cuba, es va traslladar a l'illa, on va realitzar una recerca en l'Arxiu Nacional de Cuba (1967-1968) sobre la intersecció, que hi havia entre el que avui dia es denomina classe, raça i gènere en la Cuba colonial.
La seva tesi, reivindica Stolcke, "no només va ser pionera en l'antropologia històrica, també va aportar molts aspectes a la teoria feminista, era una anàlisi de la intersecció entre la ideologia racionalista i la lògica dels valors sexuals en el cas de la Cuba colonial i esclavista".
Després de la publicació de les recerques sobre el racisme i la sexualitat de la Cuba colonial va rebre una oferta de la Universitat Estatal de Campinas a Sao Paulo com a professora d'antropologia. Allí el 1970 va ser cofundadora del Departamento de Antropologia Social amb Peter Fry i Antonio Augusto Arantes. Va treballar com a professora durant nou anys mentre continuava amb els seus estudis, entre ells un treball de camp amb dones camperoles en una plantació de cafè a l'interior de l'estat de São Paulo, enfocant la subordinació de les dones, el treball i la desigualad laboral.
El 1975 van tornar a Barcelona i el 1984 va obtenir una plaça en el Departament d'Antropologia Social i Cultural de la Universitat Autònoma de Barcelona com a professora encarregada de curs i a partir del 1984 com a professora titular. Va dirigir aquest departament els anys 1998 i 2000 i va ser nomenada catedràtica el 2000.
El 2001 va assumir el càrrec de Presidenta de l'Institut Català d'Antropologia i va formar part de la Junta fins al 2016. Des del 2009 és professora emèrita.
Durant la seva trajectòria acadèmica Verena ha realitzat estades com a professora visitant i investigadora en nombroses universitats d'Europa, Amèrica i Àfrica, ha format part d'un gran nombre d'institucions, com, per exemple, la EASA (European Association of Social Anthropologists) i ha exercit el càrrec de des de 2002.

## Publicacions
Referències d'algunes de les seves publicacions:
- Marriage, Class and Colour in Nineteenth Century Cuba. A Study of Racial Attitudes and Sexual Values in a Slave Society. Cambridge: Cambridge University Press, 1974
- Cafeicultura: Homens, Mulheres e Capital (1850-1980). São Paulo: Brasiliense, 1986
- Racismo y Sexualidad en la Cuba Colonial. Alianza Editorial 1992
- ¿Es el sexo para el género como la raza es para la etnicidad? (1992) Mientras Tanto 48[7]
- El "problema" de la inmigración en Europa: el fundamentalismo cultural como nueva retórica de exclusión (1993) Mientras tanto 55
- Europa: Nuevas fronteras, nuevas retóricas de exclusión.” AAVV (eds.). Extranjeros en el Paraíso. Barcelona: Virus, 1994. 235-266
- La 'naturaleza' de la nacionalidad[8]
- Citizenship and Exclusion", (1997) Veit Bader (London: Macmillan Press Ltd., 1997)
- “El sexo de la biotecnología” en Genes en el laboratorio y en la fábrica, editat per Alicia Durán & Jorge Riechmann (Madrid: Editorial Trotta, 1998).
- "Mujeres invadidas"
- "El impacto de la conquista de América en las mujeres
- Brasil: ¿Una nación con gentes tan diversas. Yolanda Pérez Albert (ed.). Amèrica llatina: sumant visions davant el nou milleni. 4° congreso del Centre d'Estudis d'America Llatina de Catalunya, Tarragona, 2000. Tarragona: CEALC, 2001. 12-22
- La influencia de la esclavitud en la estructura doméstica y la familia en Jamaica, Cuba y Brasil. En Samarach et Di Nella (eds), Las familias monoparentales a debate (Vol V): Familias monoparentales. Violencias, discriminaciones y vulnerabilidad. Copalqui, 2011: 87-112.
- M. Clua, A. Coello, M. Martínez Mauri, J.- Ll. Mateo, J. Muela, M. Ojeda, V.Stolcke i M. Ventura (AHCISP) – UAB (2006) “Per una reflexió crítica sobre la noció de mestissatge” Periferia, Revista de recerca i investigació en antropologia, vol.4
- Stolcke, V. i Coello, A. (eds.) (2007) Identitades ambivalentes en América Latina (siglos XVI-XXI), Editorial Bellaterra, Bellaterra
- Stolcke, V. “Homo clonicus. ¿Entre la naturaleza y la cultura?”, en R.D. Díaz Cruz y A. González Echevarría (coords), Naturaleza, cuerpos y culturas. Metamorfosis e intersecciones, México: UNAM, 2010, 279-316.
- Stolcke, V. “¿Qué tiene que ver el género con el parentesco?”, en V. Fons, A. Piella y M. Valdés (eds), Procreación, crianza y género. Aproximaciones antropológicas a la parentalidad, 2010, 319-334.
- Stolcke, V. ¿“Es el sexo para el género como la raza para la etnicidad?”, re-editado en F. Cruces Villalobos y B. Pérez Galán (eds), Textos de Antropología Contemporánea, Madrid: Universidad Nacional de Educación a Distancia, 2010: 315- 348.
- Stolcke, V. “Novas tecnologías reproductivas, tambem llamadas de tecnologías reproductivas asistidas”, en A.C. de Souza Lima (coord.gral.), Antropología & Direito, Temas Antropológicos para Estudos Jurídicos, Rio de Janeiro/Brasilia: Asociaçao Brasileira de Antropologia, 2012, 485-495.
- Stolcke, V. “Homo Clonicus”, en P. Essed & G. Schwab (coords), Clones, Fakes and Posthumans: Cultures of Replication, Amsterdam-New York, Editions Rodopi, 2012: 25-43.